# Tohome
Tohome ali Thomez so bili severnoameriško indijansko ljudstvo, ki je v začetku evropskega stika živelo v jugozahodnem delu današnje ameriške zvezne države Alabama. Govorili so narečje Choctaw iz muskogejskih jezikov. Njihovo bivališče je bilo na zahodnem bregu reke Tombigbee River pri McIntosh’s Bluffu, nekaj kilometrov nad njenim izlivom v reko Alabama. Pleme se je leta 1771 združilo s Choctaw in se vanje integriralo, tako da po tem času ni več omenjeno kot samostojno pleme.

## Zgodovina
Po geografski oznaki so Tohome morda nekoč živeli ob vodotoku, ki se je prej imenoval Oke Thome. Danes se imenuje Catoma Creek in se izliva v reko Alabama tik pod Montgomery, Alabama. Vendar pa je bilo v času prvega stika z Evropejci njihovo bivališče na zahodnem bregu reke Tombigbee v Alabami. V poročilih španskega raziskovalca Tristán de Luna y Arellano iz let 1559 in 1560 je reka Tombigbee označena kot Rio Tomé.
Pierre Le Moyne d’Iberville je aprila 1700 slišal za to pleme, o katerem prej ni bilo ničesar v francoskih zapisih. Tja je poslal dva glasnika z darili, ki naj bi obiskala vasi Tohome in Mobile, ki so bile razpršene po več majhnih otokih v reki Mobile River. Tam je bila visoka voda in te vasi so bile prazne, tako da sta se maja neuspešno vrnila. Leta 1702 je Ibervilla na njegovem tretjem potovanju spremljal njegov starejši brat Jean-Baptiste Le Moyne de Bienville. Bienvilla je poslal v novo utrdbo ob reki Mobile, ki se je nahajala na mestu, danes znanem kot Twentyseven Mile Bluff. Od tam je našel veliko zapuščenih naselij Mobile na otokih v reki, ki so bili poplavljeni ob visoki plimi. 32 km gorvodno je Iberville nekaj dni kasneje odkril naseljene vasi Tohome. Obe plemeni sta v tem času naseljevali otoke, rečne bregove in majhne pritoke. Tam so živeli po družinah ločeno v skupinah od štirih do dvanajstih koč. Večino teh bivališč je poplavila visoka voda. Ob rečnih bregovih so bile povezovalne poti med posameznimi naselji. Iberville je ocenil število prebivalcev obeh plemen na 350 oseb. Zgodovinarji domnevajo, da sta se Tohome in Mobile preselila z reke Tombigbee na jug, da bi živela ob reki Mobile pod zaščito nove francoske utrdbe in bližnje trgovske postaje.
Od takrat naprej sta Tohome in Mobile očitno živela v zavezništvu. Vendar pa je prišlo do resnega incidenta, ki je privedel do razdora med obema plemenoma in sicer umora ženske Mobile s strani moškega pripadnika Tohome. Vojno med plemeni je bilo mogoče preprečiti le s težavo. Leta 1715 je Tohome ubil angleškega trgovca po imenu Hughes iz Južne Karoline. Tega so ujeli Francozi in ga pripeljali k Mobile, ki pa so ga kasneje izpustili. Okoli leta 1771 sta se obe ljudstvi pridružili Choctawom in od takrat ne obstajata več kot ločeni plemeni.

## Prebivalstvo
Po Ibervillu (1700) so imeli oni in Mobile 300 bojevnikov, kar je očitno premalo, saj je 2 leti pozneje število bojevnikov za obe plemeni navedeno kot 350. Njihovo število se je kmalu zmanjšalo. Leta 1758 je guverner De Kerlerec ocenil število bojevnikov za plemena Mobile, Tohome in Naniaba na 100.

## Kultura
Tohome kulturno pripadajo plemenom jugovzhodnih stalno naseljenih kmetovalcev.